# Jewgeni Jakowlewitsch Sawizki
Jewgeni Jakowlewitsch Sawizki (russisch Евгений Яковлевич Савицкий; * 11. Dezemberjul. / 24. Dezember 1910greg. in Noworossijsk; † 6. April 1990 in Moskau) war ein sowjetischer Jagdpilot und Marschall der Flieger. Er war der Vater der Kosmonautin Swetlana Sawizkaja.

## Leben
Jewgeni Sawizki interessierte sich früh für die Fliegerei und trat in seiner Jugend einem Fliegerklub bei. 1929 wurde er in die Armee eingezogen und besuchte eine Militärfliegerschule, die er 1932 abschloss. Seine militärische Laufbahn setzte er anschließend als Jagdflieger fort und brachte es in den nächsten Jahren bis zum Kettenführer. Ab 1937 kommandierte Sawizki, zum Oberleutnant befördert, eine Jagdfliegerabteilung und wenig später ein Regiment. Zum Kriegsbeginn 1941 führte er als Major eine Jagdfliegerdivision im Fernen Osten, wurde aber im Winter gleichen Jahres an die Westfront beordert und als Oberstleutnant bei der Verteidigung von Moskau eingesetzt. Im April/Mai 1942 wurde Sawizki zum stellvertretenden Kommandeur der Luftstreitkräfte innerhalb der 25. Armee ernannt und anschließend im Raum Woronesch und Stalingrad eingesetzt. Von Mai bis November befehligte er die 205. IAD (Jagdfliegerdivision), nachfolgend kurzzeitig eine Fliegergruppe innerhalb der 17. Armee.
Sawizki wurde im Dezember 1942 Befehlshaber des 3. Jagdfliegerkorps, das er bis Kriegsende führte. Die Einheit nahm an den Kämpfen am Kuban, im Donbass und auf der Krim teil und war bei der Befreiung Weißrusslands und Polens sowie an der Berliner Operation beteiligt. Sawizki selbst flog als Kommandeur des 3. IAK 107 Einsätze mit und schoss 15 Flugzeuge ab. Insgesamt unternahm er während des Krieges 216 Gefechtsflüge, bei denen er 22 Luftsiege erzielte, zwei weitere wurden ihm als Gruppenabschüsse zuerkannt. 1943 erfolgte die Beförderung zum Generalmajor. Am 11. Mai 1944 wurde Sawizki als Held der Sowjetunion ausgezeichnet, ein zweitesmal erhielt er den Orden am 2. Juni 1945 im Rang eines Generalleutnants.
Nach Kriegsende blieb Sawizki weiterhin als Korpskommandeur fliegerisch aktiv, flog die ersten sowjetischen Strahljäger und formierte die erste mit dieser neuen Antriebsart ausgerüstete Kunstflugformation in der UdSSR. Weiterhin war er als Ausbilder tätig. 1955 absolvierte er die Generalstabsakademie und wurde in den Stab der Luftstreitkräfte berufen. Ab 1966 war er stellvertretender Oberkommandierender der Luftverteidigung und 1980 wurde er in die Generalinspektorengruppe des Verteidigungsministeriums berufen. Sawizki erhielt im Laufe seiner Karriere neben dem „Held der Sowjetunion“ weitere hohe Auszeichnungen – unter anderem dreimal den Leninorden, fünfmal den Rotbannerorden – bekam 1965 den Titel „Verdienter Militärpilot der UdSSR“ verliehen und war von 1961 bis 1966 Mitglied im Zentralkomitee der KPdSU. Parteimitglied war er bereits seit 1931. Er starb 1990 in Moskau.
Der am 25. September 1973 entdeckte Asteroid (4303) Savitskij wurde 1993 nach ihm benannt.